# Olympische Sommerspiele 2004/Teilnehmer (Kambodscha)
| Gelbes Symbol für Goldmedaillen mit stilisierten Olympischen Ringen | Graues Symbol für Silbermedaillen mit stilisierten Olympischen Ringen | Braundes Symbol für Bronzemedaillen mit stilisierten Olympischen Ringen |
| ------------------------------------------------------------------- | --------------------------------------------------------------------- | ----------------------------------------------------------------------- |
| —                                                                   | —                                                                     | —                                                                       |

Kambodscha nahm an den Olympischen Sommerspielen 2004 in Athen, Griechenland, mit einer Delegation von vier Sportlern (zwei Männer und zwei Frauen) teil.

## Teilnehmer nach Sportarten

### Leichtathletik
- Sopheak Phouk
100 Meter Männer: Vorläufe

- Tit Linda Sou
100 Meter Frauen: Vorläufe

### Schwimmen
- Sivan Ket
50 Meter Freistil Frauen: Vorläufe

- Kiri Hem
50 Meter Freistil Männer: Vorläufe